# Prunus emarginata
Espèce
Classification phylogénétique
Le cerisier amer, Prunus emarginata, est une espèce de plantes à fleurs de la famille des Rosaceae. C'est un arbuste que l'on le trouve en Amérique du Nord. 

## Description
Son tronc est mince.

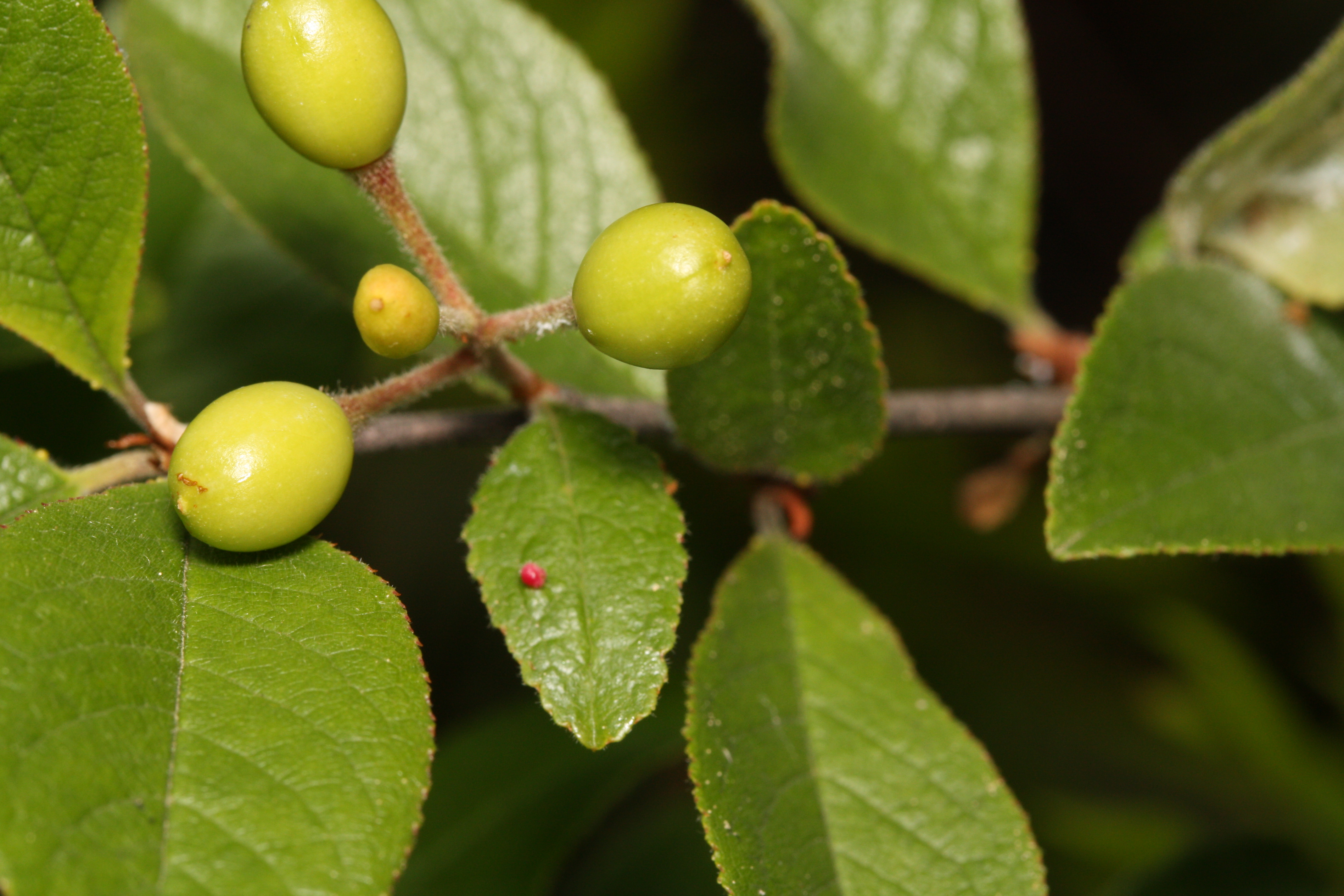
Détail de fruits, en cours de maturation.

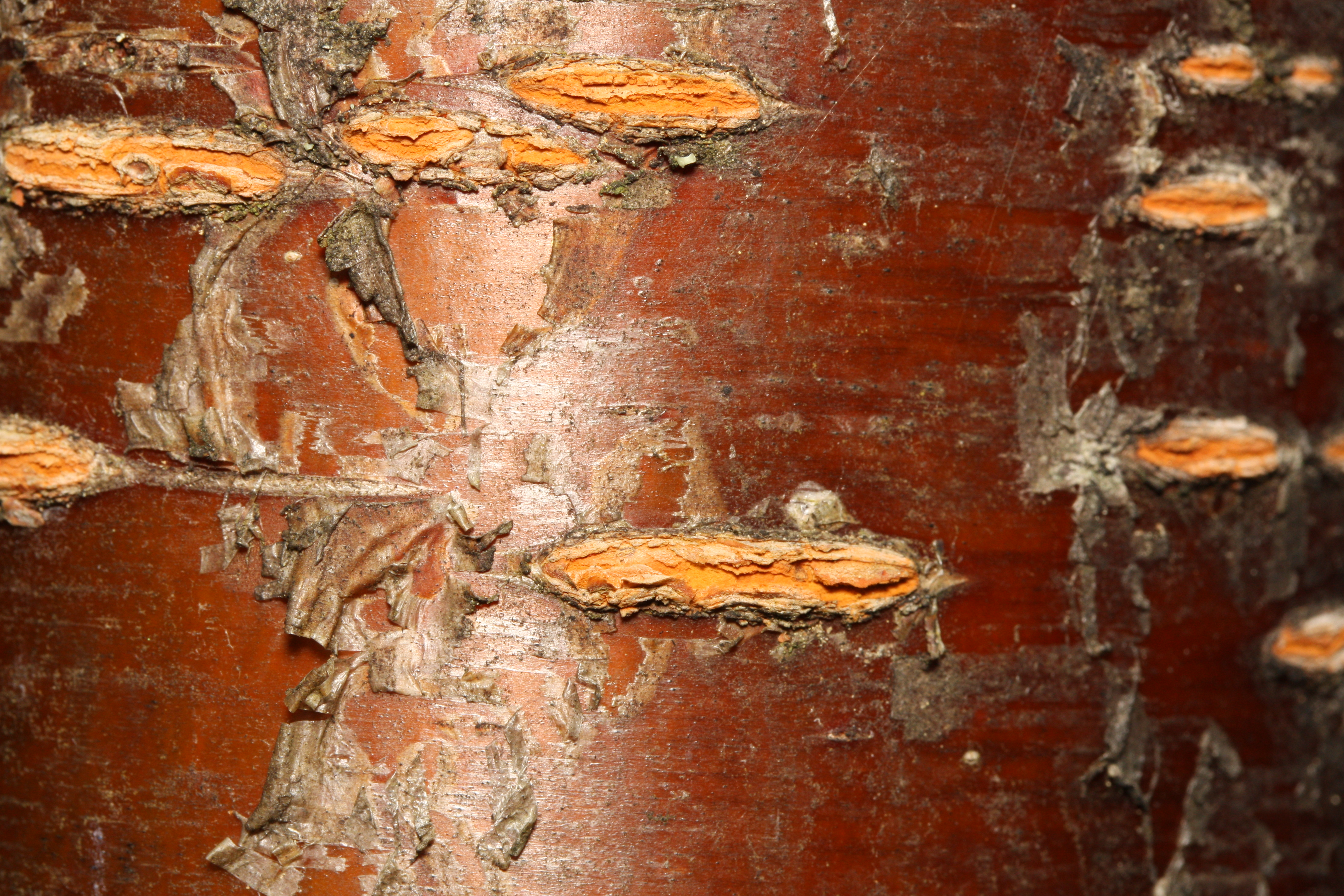
Détail de l'écorce, au niveau du tronc.

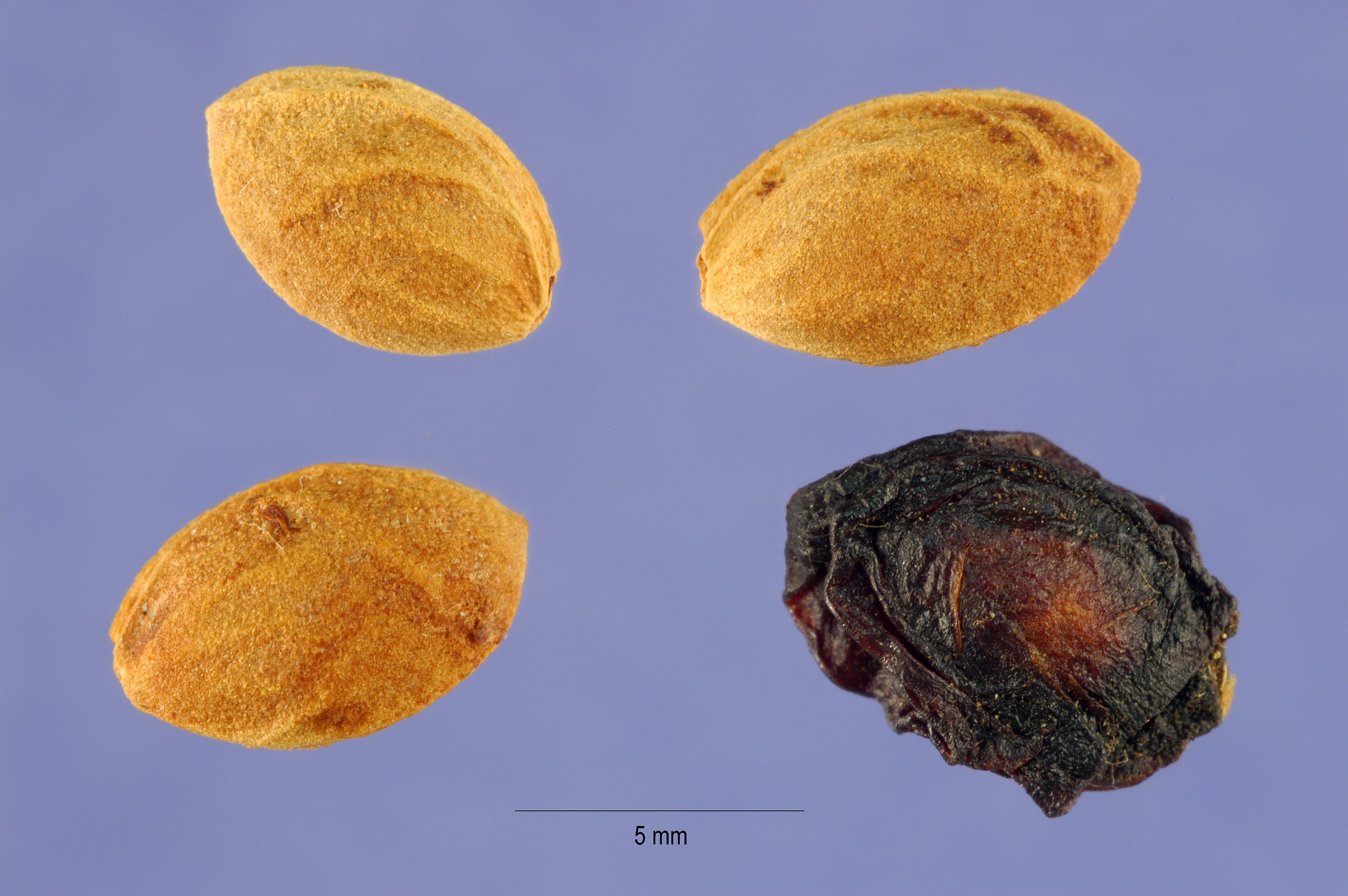
Noyaux de Prunus emarginata.

L'écorce est lisse, de couleur grisâtre ou rougeâtre.

Ses feuilles sont étroites, ovales, jaune-vert et dentelées. Elles mesurent de deux à huit centimètres de long.
Au printemps, il fleurit abondamment Les fleurs sont blanches et ont un parfum agréable d'amande.
Ses fruits sont des cerises rouges ou pourpres qui sont assez juteuses. Elles sont peu comestibles et amères. Néanmoins, certains animaux, surtout des oiseaux, les consomment avec satisfaction. L'amertume de ce fruit fait que l'espèce est parfois appelée « Cerisier amer » et son fruit « cerise amère ».

## Reproduction
L'espèce est monoïque, l'arbre portent les fleurs mâles et femelles. Elle peut ainsi s'autoféconder passivement. Cependant, par le biais d'insectes pollinisateurs, un arbre peut aussi être fécondé par un autre individu. 
L'arbuste utilise la multiplication végétative grâce à des tiges souterraines qui peuvent marcoter.

## Utilisation
- Son bois peut être utilisé pour le chauffage. Il peut aussi être sculpté.
- Les fibres de l'écorce peuvent servir à la confection de panier, de cordes.